# Loyautéöarna
Loyautéöarna (franska: Îles Loyauté "Lojalitetsöarna") är en ögrupp i Stilla havet. De ingår i det franska territoriet Nya Kaledonien, vars huvudö ligger 100 kilometer därifrån. Öarna utgör provinsen Province des Îles, en av Nya Kaledoniens tre provinser. 
Ögruppen besöktes av européer första gången 1792. Det är dock troligt att ögruppen upptäcktes redan 1789–1790 och att det är fartyget Loyalty som namngett den. Sedan 1864 tillhör ögruppen Frankrike.
Ögruppen består av sex bebodda öar: Lifou, Maré, Tiga, Ouvéa, Mouli och Faiava, samt flera mindre obebodda öar och holmar. Deras sammanlagda landyta är 1 981 km². Den högsta punkten är på 138 meter över havet på ön Maré.
Befolkningen på Loyautéöarna är av blandad melanesisk och polynesisk härkomst, och det finns också en liten minoritet av europeisk härkomst. Vid folkräkningen 2009 hade öarna 17 436 invånare. Flera tusen ytterligare personer från Loyautéöarna är bosatta i Nya Kaledoniens huvudstad Nouméa och i gruvområdena på huvudön. 
Loyautéöarnas största exportvara är kopra.
Öarna är en del ekoregionen Nya Kaledoniens regnskogar.